# Телешово (Наро-Фоминский район)
Телешово — деревня в Наро-Фоминском районе Московской области, входит в состав сельского поселения Волчёнковское. На 2010 год, по данным Всероссийской переписи 2010 года, постоянного населения не зафиксировано. До 2006 года Телешово входило в состав Афанасьевского сельского округа.
Деревня расположена в юго-западной части района, на правом берегу реки Протвы, примерно в 14 км к югу от города Верея, у границы с Можайским районом, высота центра над уровнем моря 175 м. Ближайшие населённые пункты — Ефаново в 0,8 км на северо-восток и Лапино в 1,5 км почти на восток.